# Irineu Evangelista de Sousa
Irineu Evangelista de Sousa (portugál kiejtés: [iɾiˈnew ivɐ̃ʒeˈliʃtɐ dʒi ˈsowzɐ]), Mauá vikomtja ([viʃˈkõdʒi dʒi mɐwˈa], 1813–1889) brazil vállalkozó, iparos, bankár és politikus. A kis estancieiros (tanyasi) családban született Sousa a világ egyik leggazdagabb embere lett; 1867-re vagyona nagyobb volt, mint a Brazil Császárság éves költségvetése.
A New York Times 1871-ben a dél-amerikai kontinens Rothschildjának nevezte.
Brazília gazdaságának számos területén úttörője, egyik legnagyobb eredménye a Mauá vasút, Brazília első vasútjának megépítésének megkezdése volt. Tetőpontján Sousa az ország tíz legnagyobb vállalatából nyolcat irányított (a fennmaradó kettő állami tulajdonban volt); banki érdekeltségei Nagy-Britanniára, Franciaországra, az Egyesült Államokra és Argentínára terjedtek ki. Sousa alapította Uruguay első bankját is.
Sousa alapította a modern Banco do Brasilt 1851-ben, mely 19. századi brazil gazdasági tevékenység jelentős részét finanszírozta, különösen a kávéültetvények területén, valamint az ország első vasútjának és hajógyárának megépítésével. Sousa megrendelte az első tengeralatti kábelt, amely Dél-Amerikát Európával összekötötte, és az első gázüzemű utcai lámpákat telepítette Rio de Janeiro városába, amely akkor Brazília fővárosa volt.
Megkapta Mauá bárója (1854) és vikomtja címeket (1874).